# Brasserie Verschueren

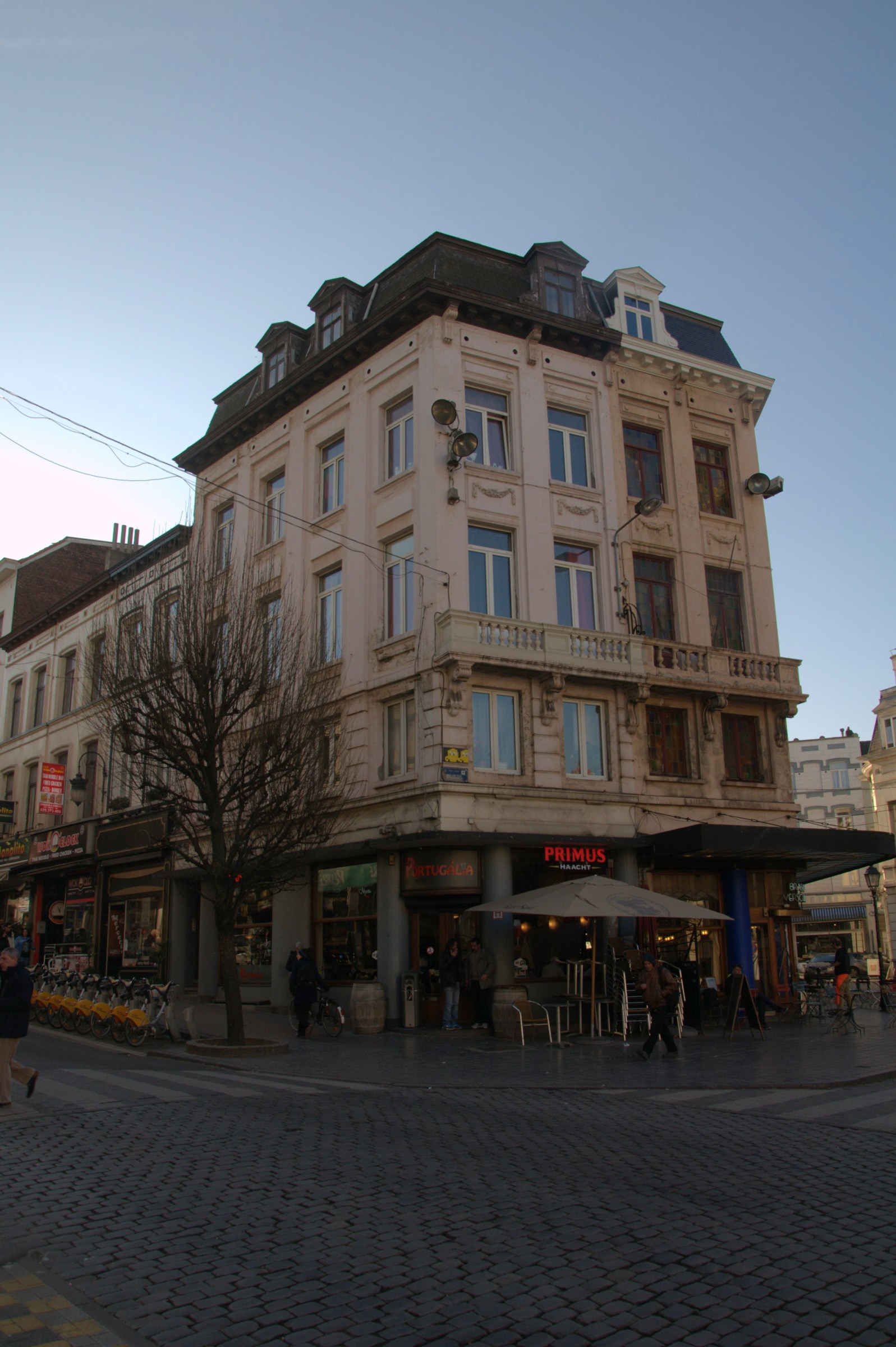
L'ensemble d'immeubles situé entre la Chaussée de Waterloo, le Parvis Saint-Gilles et la Rue du Fort (à droite la Brasserie Verschueren)

La Brasserie Verschueren est un bar historique, réputé pour sa vie culturelle et sa mixité sociale, ouvert en 1880 et classé depuis le 18 mars 2004, situé dans la commune de Saint-Gilles à Bruxelles en Belgique, au 11 du parvis de Saint-Gilles.

## Histoire et architecture
La brasserie est fondée en 1880, année durant laquelle l'Église Saint-Gilles qui lui fait face est consacrée solennellement.
Installée dans un immeuble néo-classique datant de 1872, l'architecture actuelle de l'établissement date de 1935, et le café conserve de cette époque son auvent, sa devanture en carreaux de céramiques et colonnes engagées, ses vitrines à châssis à guillotine, ses vitraux, ses 3 grands luminaires au plafond, ses boiseries en chêne (créés par l'ébéniste Lepage, de la rue de l'Église), ses miroirs et son revêtement de sol en carreaux à motifs géométriques. Le mobilier sur mesure d'époque a disparu et le comptoir actuel et ses médaillons de céramiques datent sans doute des années 50, de même que le tableau d'affichage indiquant sur des plaquettes en verre peintes en couleur les 128 équipes de foot des divisions supérieures des années 50.
Lors du changement de gérance en 1998, les devantures et aménagements originels sont encore présents mais « camouflé[s] par une espèce de véranda en PVC » d'une « extension moules-frites » mais le café a été ré-agencé depuis dans un état qui se veut aussi proche que possible de sa configuration historique, avec du mobilier ancien authentique adapté au style de l'ensemble.

## Histoire populaire et vie culturelle
Le café est fondé par Louis-François Verschueren, ancien tireur de vin.
Le lieu n'est alors pas une brasserie à proprement parler mais le comptoir de vente de la gueuze, de la kriek et de liqueurs de fruits fabriquées à cette époque par la petite brasserie de la famille Verschueren, installée à proximité, au 65 rue de l'Église à Saint-Gilles, puis à partir de 1907 un peu plus loin, au 57-59 rue Guillaume Tell (les bâtiments existent toujours),.
Frans Verschueren jouait comme arrière en équipe première de 1941 à 1954. C'est le frère de Roger Verschueren, petit-fils du fondateur et patron du bar à l'époque, ce qui explique le lien particulier du café avec l’Union saint-gilloise : les supporters avaient leurs quartiers ici comme en témoigne encore le tableau des équipes de foot, et certains s'y retrouvent encore. Après sa carrière de joueur, Frans Verschueren passera le reste de sa vie à administrer le club.
Durant la Seconde Guerre mondiale, la brasserie sert de local clandestin pour la Résistance dont les Verschueren étaient eux-mêmes membres, et jusqu'en 1985 les trois salles du premier étage accueillent une quarantaine d'associations et groupements populaires, sportifs, intellectuels, politiques, militants et artistiques.
La brasserie est tenue par la famille Verschueren jusqu'en 1986 et est reprise en 1998 par Robert Van Craen, l'actuel patron, auquel on doit le classement du bâtiment.
Michel Gondry tourne en 2012 une scène de son film L'Écume des jours (l'assassinat de Jean-Sol Partre) dans la salle du Verschueren.
Haut lieu culturel et démocratique de la vie saint-gilloise, le café est à l'origine de l'OuBreCPo (l'Ouvroir de Brèves de Comptoir Potentielles),.
La brasserie proposait autrefois une très importante carte de bières et de quoi se restaurer, mais son offre a été réduite par souci de viabilité. De nos jours le Verschueren ne propose plus sa « bolo » maison, ni de véritable restauration, mais sa soupe est encore au menu en automne et hiver, et, depuis 1998, il est permis d'apporter sa propre nourriture. Le nombre de bières proposées a aussi été drastiquement limité, mais l'établissement propose toujours la sienne : la Tripel Verschueren, désormais brassée par la Brasserie de la Senne.
De l'été 2017 à l'été 2018 le Parvis de Saint-Gilles est transformé et devient piétonnier : la terrasse de la brasserie s'en trouve modifiée.
De fin 2018 à fin 2021, un chat taciturne nommé Pepsi (humour de l'établissement qui ne propose ni Coca ni Pepsi) sert de mascotte au café et devient jusqu'à sa disparition une véritable figure locale, possédant son jour de fête (le « Pepsi Day») et son propre compte Instagram même si l'établissement ne propose pas la wifi, résistant à ceux qui « viennent ici pour travailler sur leur ordinateur et boire un demi-café en trois jours » .
Malgré des tentatives d'activités alternatives dès le premier confinement, la crise de Covid-19 a fragilisé le Verschueren à la suite de la longue fermeture imposée, et une campagne de financement participatif est mise en ligne en décembre 2020 pour aider au paiement du chômage de ses employés étudiants.
Cette campagne est un franc succès et rapporte un total de 17000 Euros de la part de 560 contributeurs. Elle permet surtout une caisse de résonance et une sensibilisation sur les problèmes rencontrés par de nombreux établissements similaires à cause de la crise COVID, et débouche sur la mise en place de nouvelles mesures de soutien.
En 2023, “Parvis 13”, qui gère la Brasserie Verschueren, obtient l'exploitation de La Fleur en papier doré, célèbre estaminet, figure historique de la poésie et du surréalisme à Bruxelles.
Le samedi 28 septembre 2024, des services de sécurité et snipers sont mobilisés en début de matinée devant et dans l'établissement, pour la protection du pape François, venu rendre une visite surprise aux personnes sans-abri aidées par la paroisse de Saint-Gilles, et pour prendre le petit déjeuner avec elles, dans l'Église Saint-Gilles, juste en face de la brasserie.